# 横嶋遥
横嶋 遥（よこしま はるか、1993年6月14日 - ）は、富山県富山市出身のハンドボール選手。日本ハンドボールリーグのプレステージ・インターナショナル アランマーレ所属。
実姉はハンドボール選手の横嶋かおる、横嶋彩。

## 経歴
高岡向陵高等学校時代は2011年の全日本高等学校ハンドボール選手権大会（インターハイ）で優秀選手賞を受賞。
高校卒業後は大阪体育大学へ進学した。2013年の日本ハンドボール選手権大会では姉二人が所属する北國銀行と対戦している。
2016年に富山県の新チーム、プレステージ・インターナショナル アランマーレへ加入。主将に就任した。
2017-18年シーズン限りで主将を退任。

## 詳細情報

### 年度別成績
| 年       | チーム       | 試合 | フィールド 得点 | 率   | 7m    | 合計    | 警告 | 退場 | 失格 |
| -------- | ------------ | ---- | --------------- | ---- | ----- | ------- | ---- | ---- | ---- |
| 2017-18  | アランマーレ | 24   | 38/136          | .279 | 7/10  | 45/146  | 6    | 3    | 0    |
| 2018-19  | アランマーレ | 24   | 68/205          | .332 | 4/5   | 72/210  | 8    | 3    | 0    |
| JHL：2年 | JHL：2年     | 48   | 106/341         | .311 | 11/15 | 117/356 | 14   | 6    | 0    |

- 各年度の太字はリーグ最高

### 記録

#### 日本ハンドボールリーグ
- フィールドゴール初得点：2017年8月26日、対オムロン戦（熊本県立総合体育館）[5]
- 7mスロー初得点：2017年9月3日、対三重バイオレットアイリス戦（スポーツの杜鈴鹿体育館）[6]

### 背番号
- 9 (2016年 - )